# 원 포 더 머니
《원 포 더 머니》(영어: One for the Money)는 2012년 공개된 미국의 범죄 코미디 영화이다.

## 줄거리
이혼하고 뉴저지주 트렌턴 체임버즈버그로 돌아온 스테퍼니는 사촌 비니의 보석 보증 사업장에서 탈주자 사냥꾼으로 일하기 시작한다. 스테퍼니는 보석 보증 규정을 어긴 고등학교 시절 남자친구 조를 잡아오는 임무를 맡는다. 강력계 형사인 조는 한 헤로인 밀매자를 살해한 혐의를 받고 있다. 하지만 조는 정당한 자기 방어였다고 주장하는데...

## 출연
- 캐서린 하이글 - 스테퍼니 플럼 역
- 제이슨 오마라 - 조지프 "조" 모렐리 역
- 대니얼 순자타 - 리카도 "레인저" 칼로스 머노소 역
- 존 레귀자모 - 지미 앨파 역
- 셰리 셰퍼드 - 룰라 역
- 데비 레이놀즈 - 할머니 에드나 메이저 역
- 데브라 멍크 - 헬렌 메이저 플럼 역
- 피셔 스티븐스 - 모티 바이어스 역
- 패트릭 피슐러 - 비니 플럼 역
- 라이언 미셸 배세이 - 재키 역
- 리어나도 남 - 존 조 역
- 애니 퍼리스 - 메리 루 역
- 대니 매스트로조지오 - 레니 역
- 루이스 머스틸로 - 프랭크 플럼 역

## 기타 제작진
- 공동 제작: 제인 와이너
- 배역: 데버라 어퀼라, 트리샤 우드
- 미술: 프랭코자코모 카보니
- 세트: 린다 리 서턴
- 의상: 마이클 데니슨